# Christoffer Wilhelm Eckersberg
Uppslagsordet "Eckersberg" hänvisas hit. Se även Johan Fredrik Eckersberg.

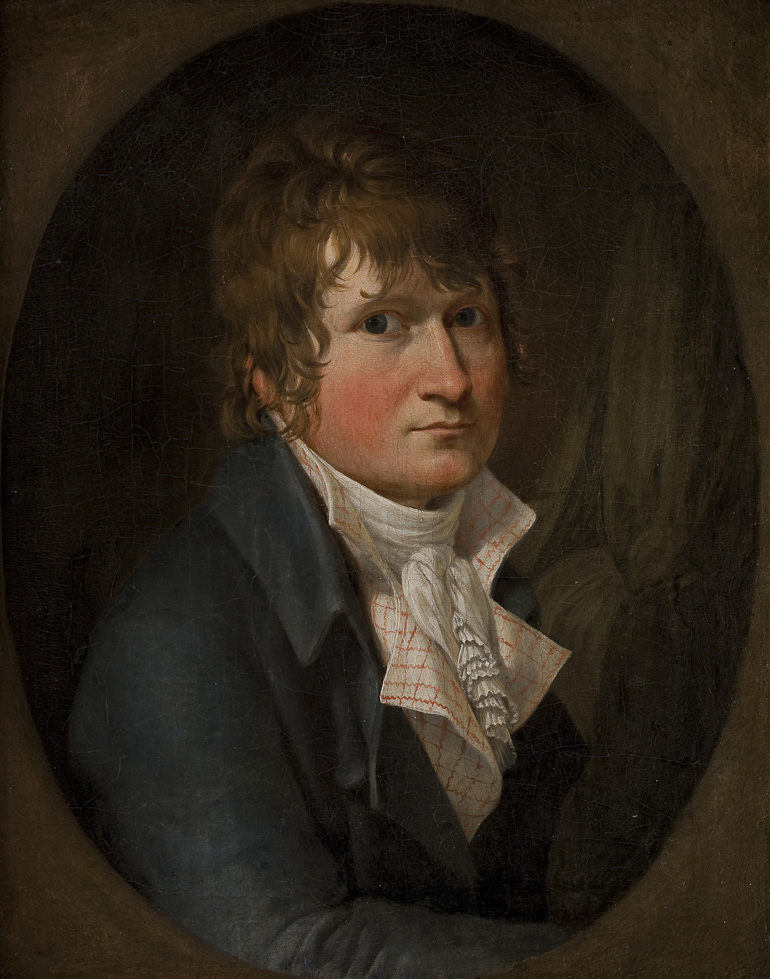
Christoffer Wilhelm Eckersberg som ung. Självporträtt från 1811.

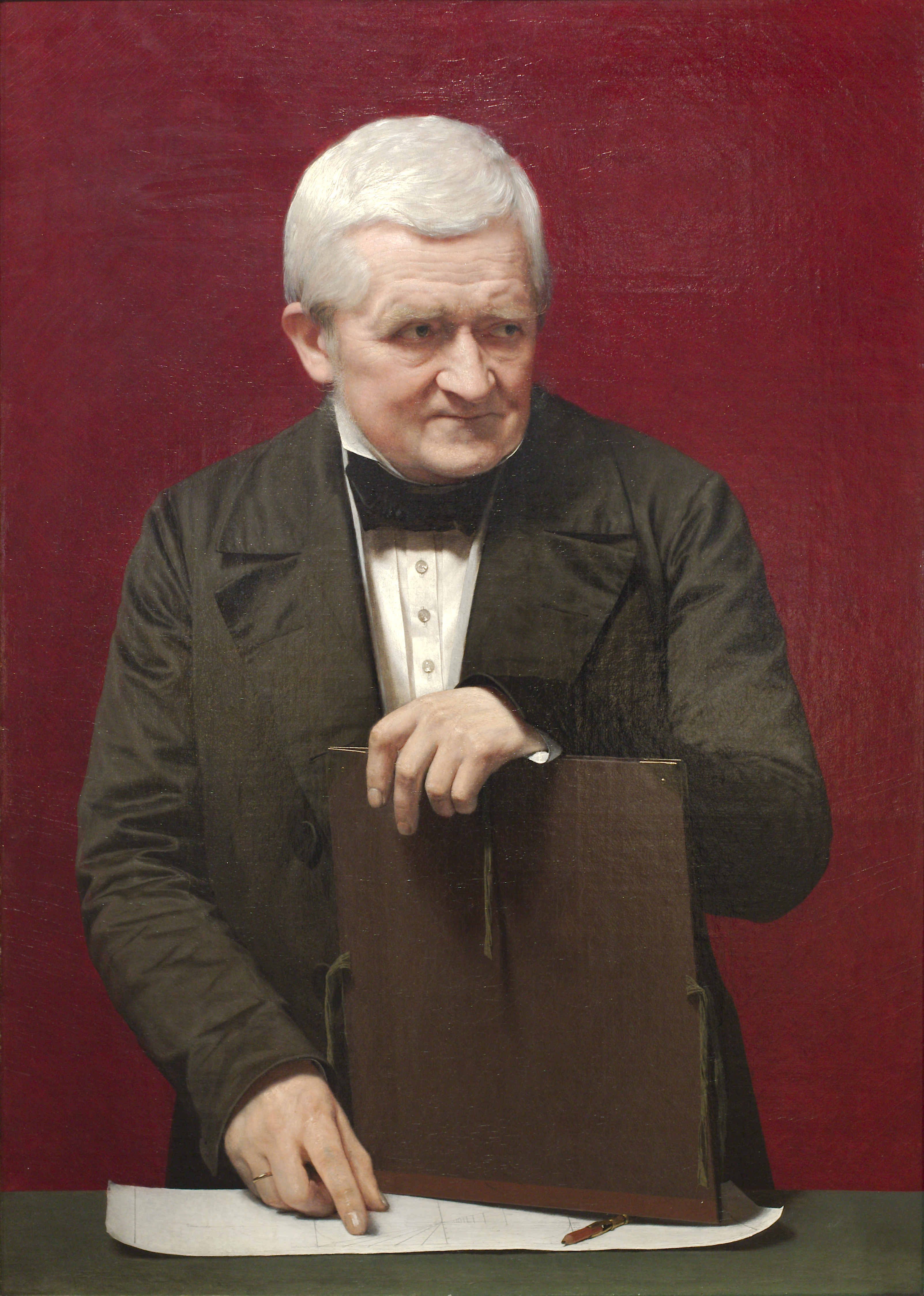
Eckersberg på äldre dagar porträtterad av Johan Vilhelm Gertner 1850.

Christoffer Wilhelm (C.W.) Eckersberg, född 2 januari 1783 i Neder Blåkrog i Sønderjylland, död 22 juli 1853 i Köpenhamn, var en dansk konstnär, som har kallats "den danska målarkonstens fader".

## Biografi
Christoffer Wilhelm Eckersberg utbildade sig först till hantverkare inom målaryrket, innan han vid 20 års ålder kom in vid Det Kongelige Danske Kunstakademi i Köpenhamn, och där blev elev till Nicolai Abraham Abildgaard och vann flera pris för tavlor med bibliska ämnen. Han målade även flera porträtt och gjorde teckningar bland annat med krigsbilder från 1807, vilka därefter mångfaldigades som kopparstick. 
År 1810 reste han, på grund av en olycklig kärlekshistoria utomlands. Eckersberg uppehöll sig först i Paris, där han blev elev hos Jacques-Louis David och bland annat utförde en ypperlig modellstudie, Tre spartanska gossar, som öva sig i bågskytte. Det var det första provet i dansk konst på den nya riktning, som tagit sitt uppsving från klassicismen men framför allt strävade att enkelt och klart återge naturen i färgernas glans och spelet av ljus och skugga. 1813–1816 vistades han sedan i Rom, där han tillhörde Bertel Thorvaldsens krets. Ett porträtt av denne blev berömt från denna tid, en av samtidens främsta karaktärsbilder. Målningen finns idag på Statens Museum for Kunst, en replik finns på Nationalmuseum. En annan känd målning från denna tid var Utsikt genom tre bågar på Colosseums tredje våning som ingår i Danmarks kulturkanon. För övrigt målade Eckersberg vid denna tid främst smärre veduter, landskap och bilder från Rom med dess omgivningar med byggnader och ruiner. 
Till hans större kompositioner hör Moses låter Faraos här dränkas i Röda havet. Återkommen till Danmark 1816, blev Eckersberg ett par år senare Abildgaards efterträdare som lärare vid konstakademin. Han målade nu historiska bilder, bland annat för Christiansborgs slott, altartavlor såsom en för Fruekrike i Svendborg föreställande Kristus i Getsemane, samt motiv ur den nordiska mytologin. Liksom Johan Gustaf Sandberg målade han förutom nordiska motiv även folklivsskildringar. Eckersberg var en mycket anlitad porträttmålare och utförde en mängd enkel och dubbelporträtt. Bland hans grupporträtt märks främst två: Kung Fredrik VI med familj och Familjen Nathanson. Slutligen märks hans landskap, särskilt strand- och sjöstycken med fartyg vilka i hans senare tavlor utgör huvudmotivet. Som marinmålare anses han stå högst och har fått stor konstnärlig betydelse. Eckersberg är även representerad vid bland annat Göteborgs konstmuseum och Nationalmuseum.

## Utmärkelser
- Riddare av Dannebrogorden,  1829[4]
- Dannebrogsmännens hederstecken,  1840[4]

[Redigera Wikidata]

## Bildgalleri

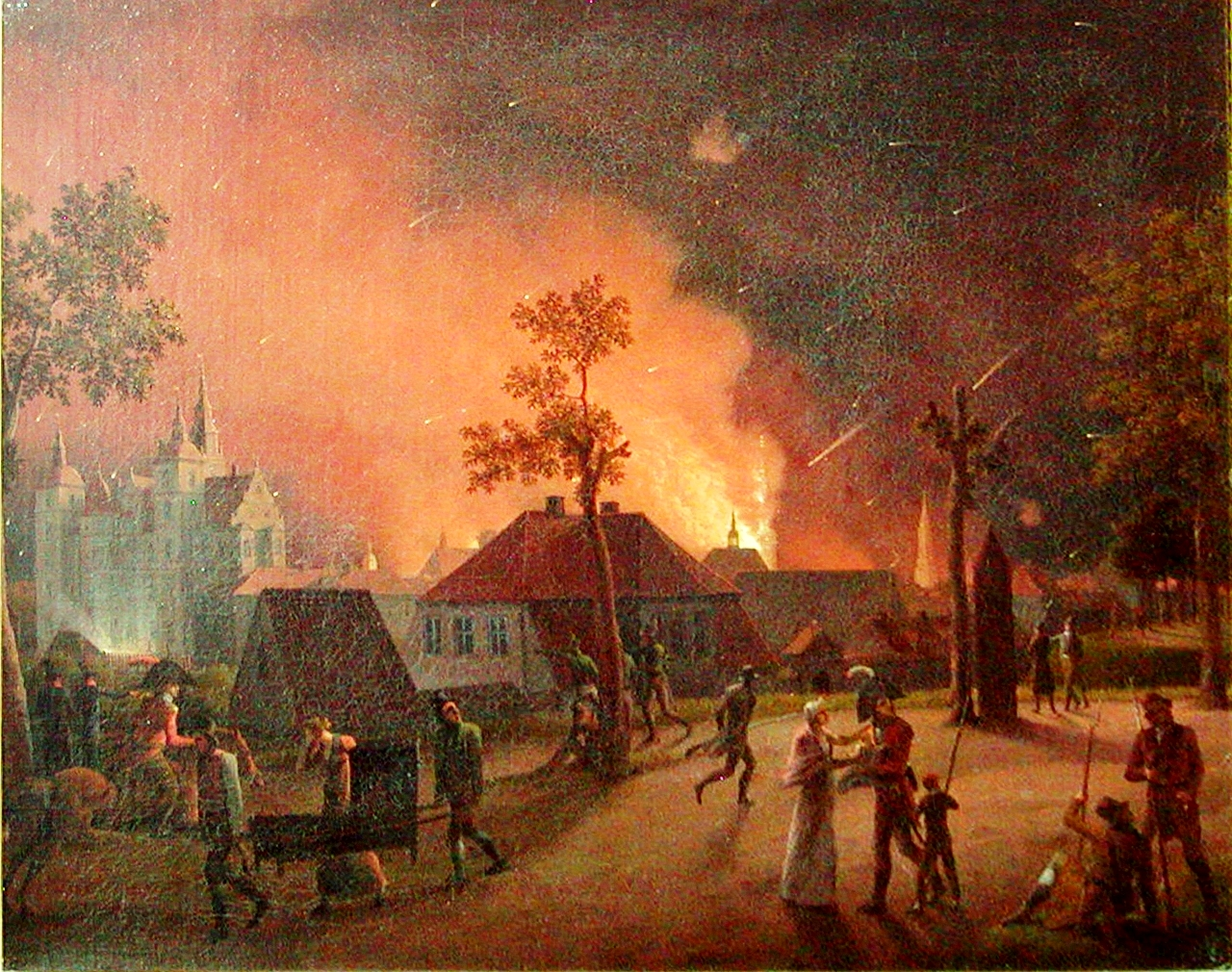
Köpenhamns bombardemang (1807), Det Nationalhistoriske Museum på Frederiksborgs slott.
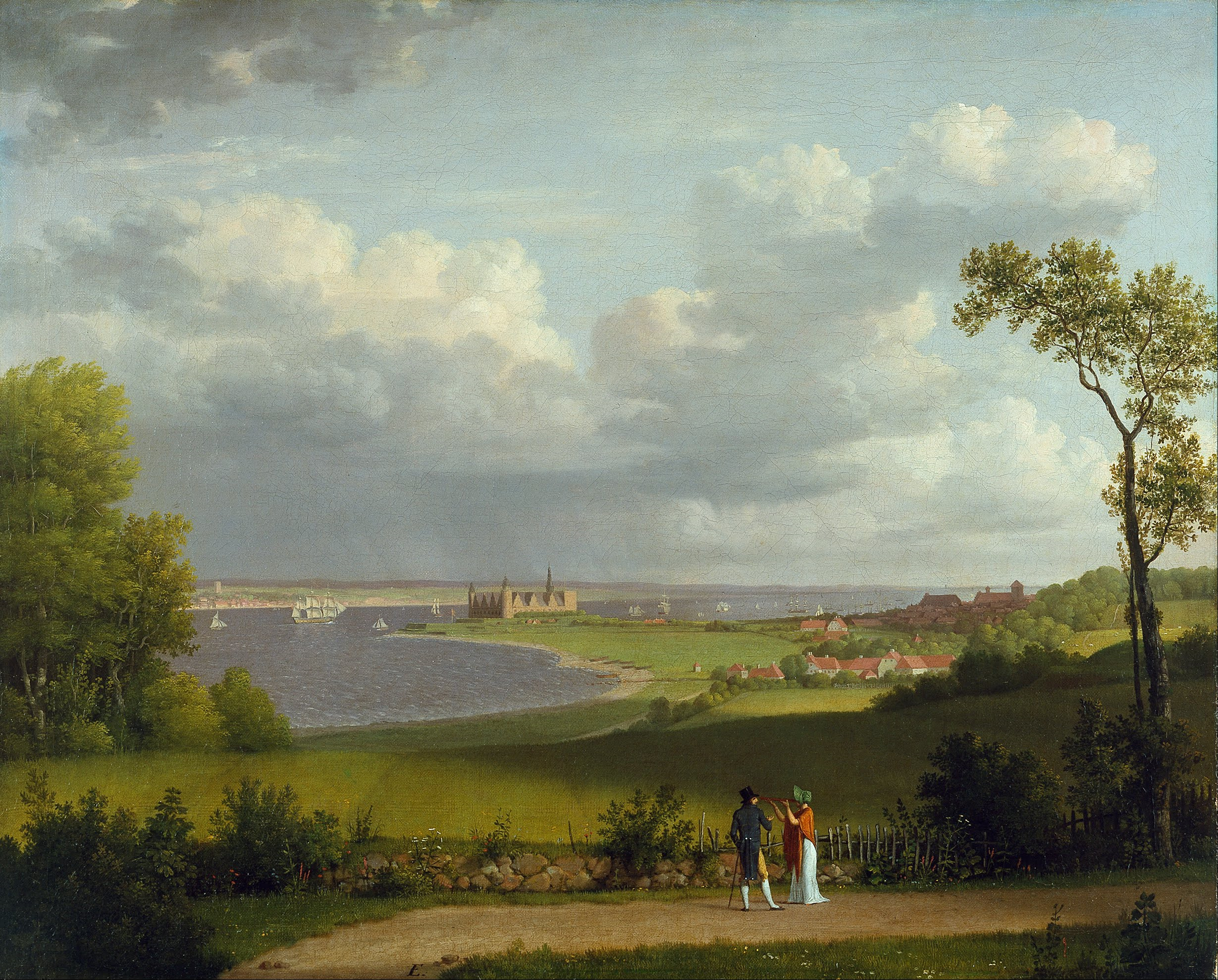
Landskap norr om Kronborg (1810), Den Hirschsprungske Samling.
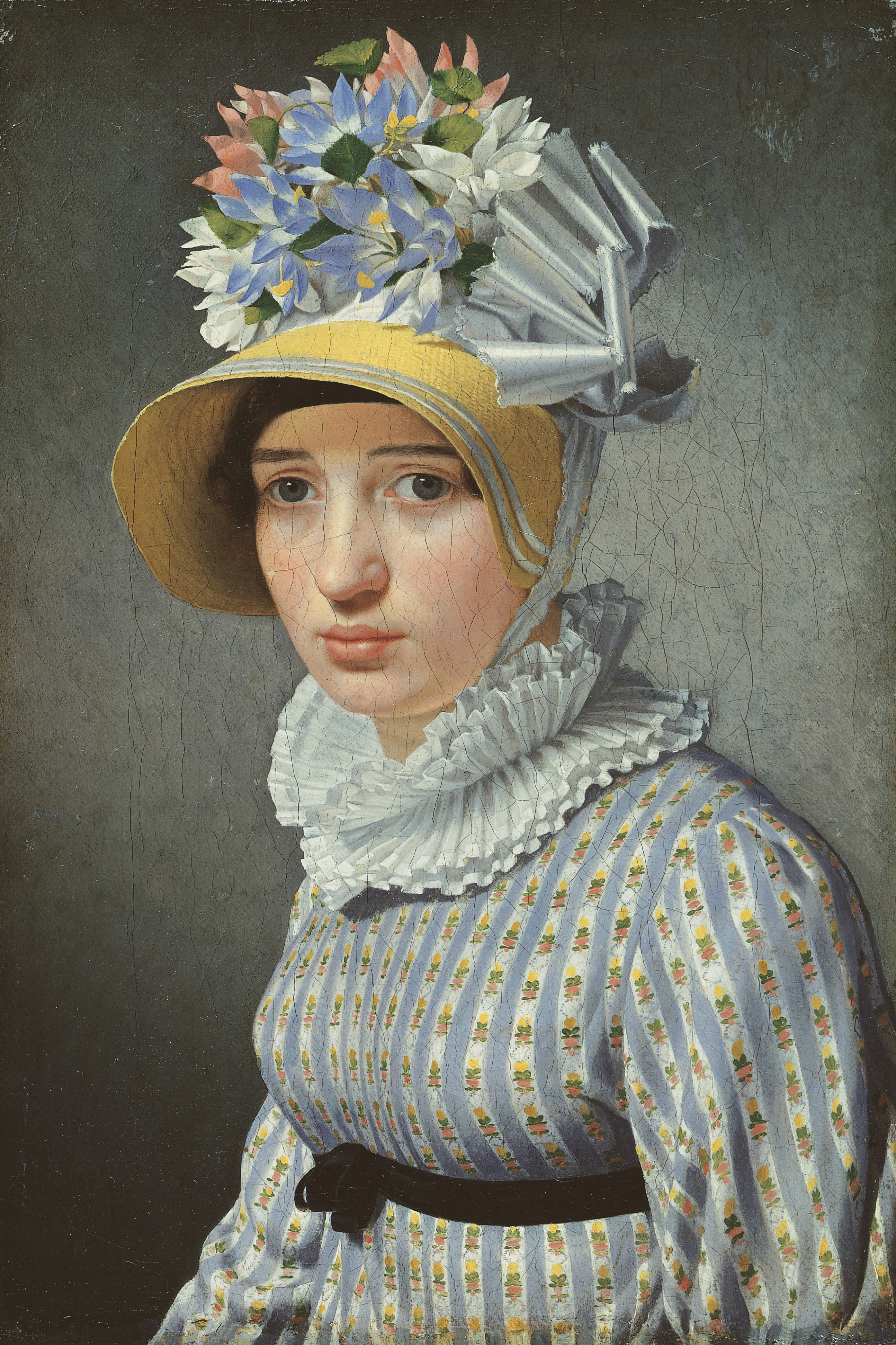
Porträtt av Thorvaldsens älskarinna, Anna Maria Magnani (1814), Den Hirschsprungske Samling.
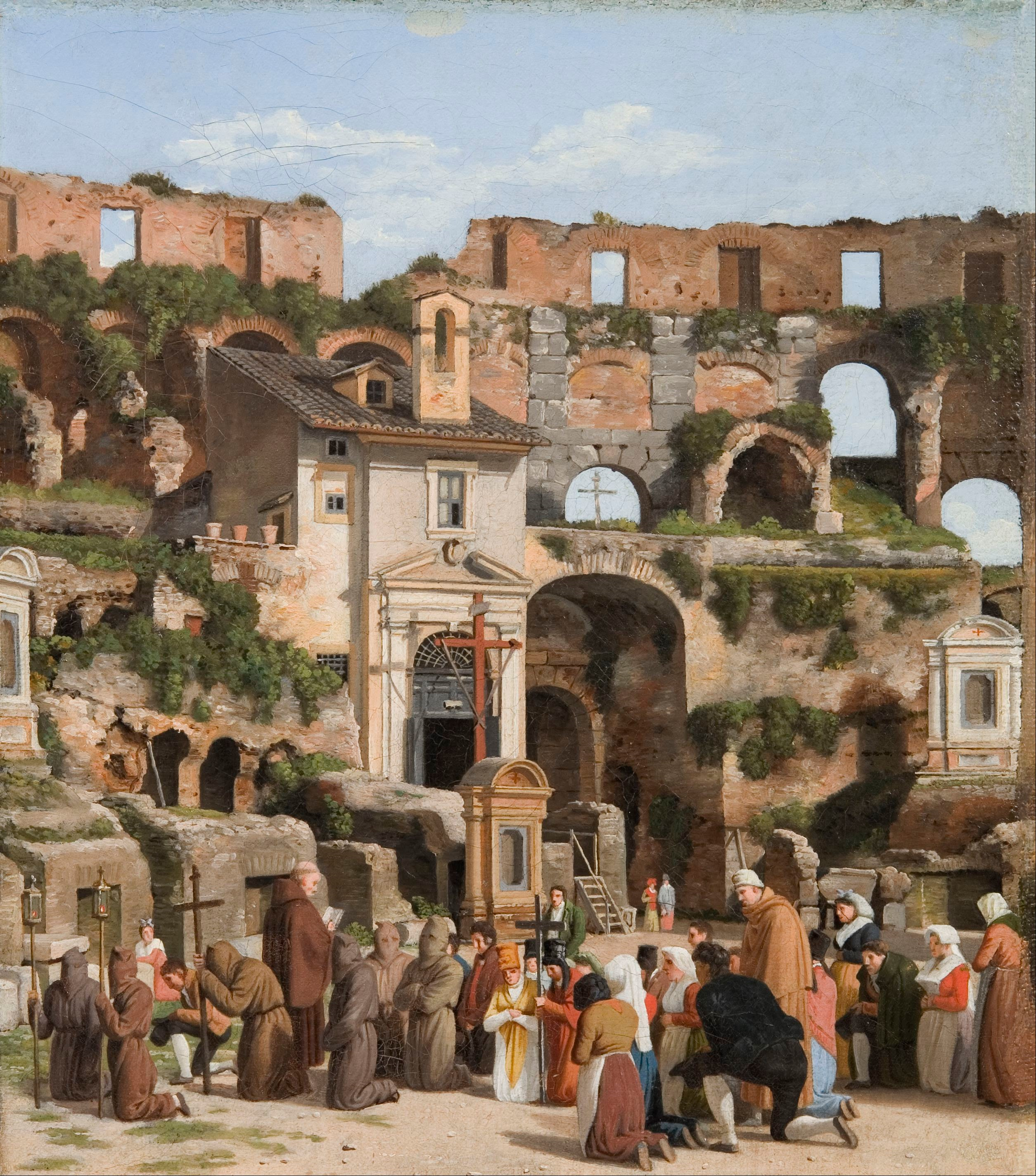
Interiör från Colosseum (omkring 1815), Den Hirschsprungske Samling.
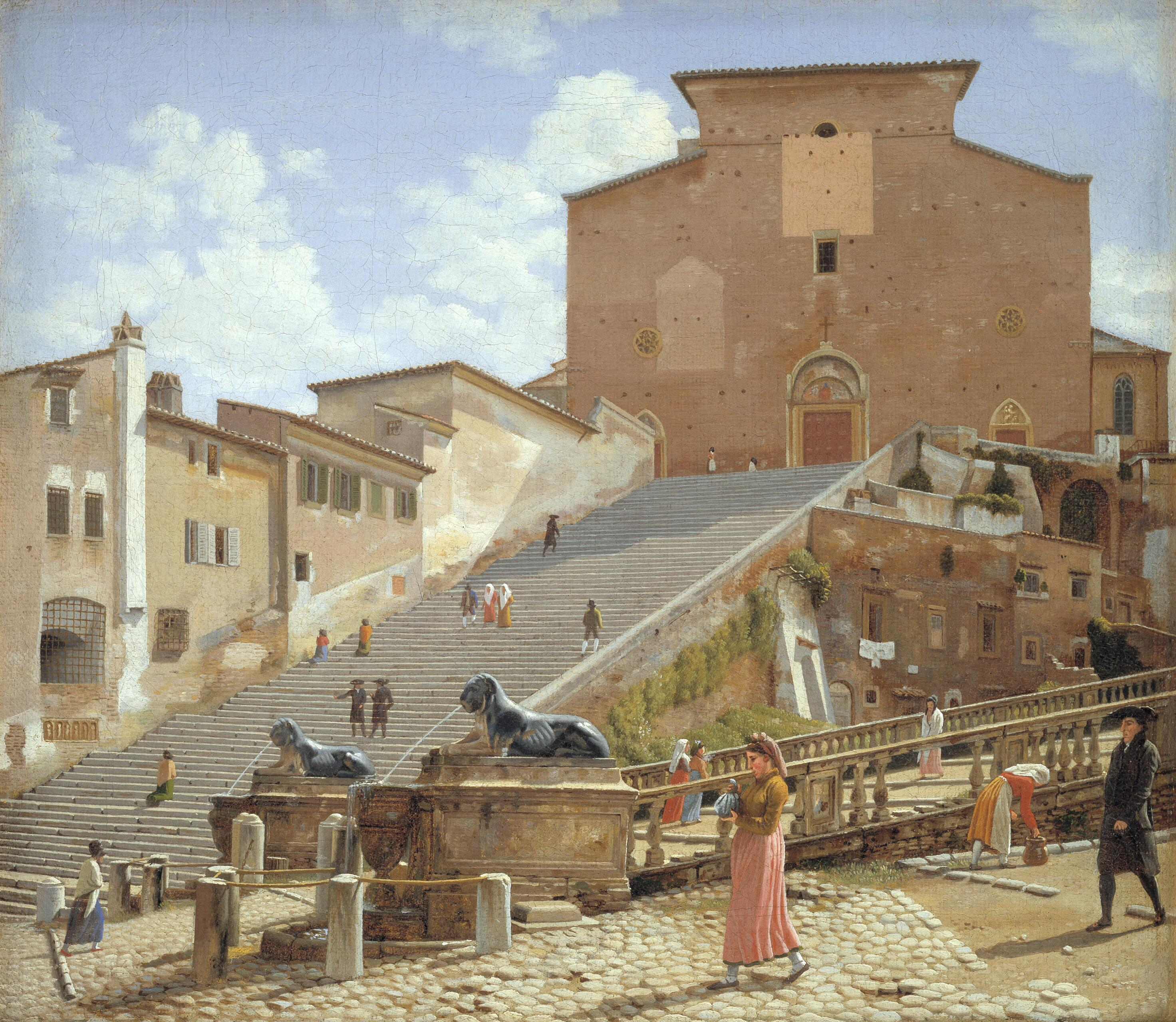
Marmortrappan som leder till Santa Maria in Aracoeli i Rom (1814–1816), Statens Museum for Kunst.
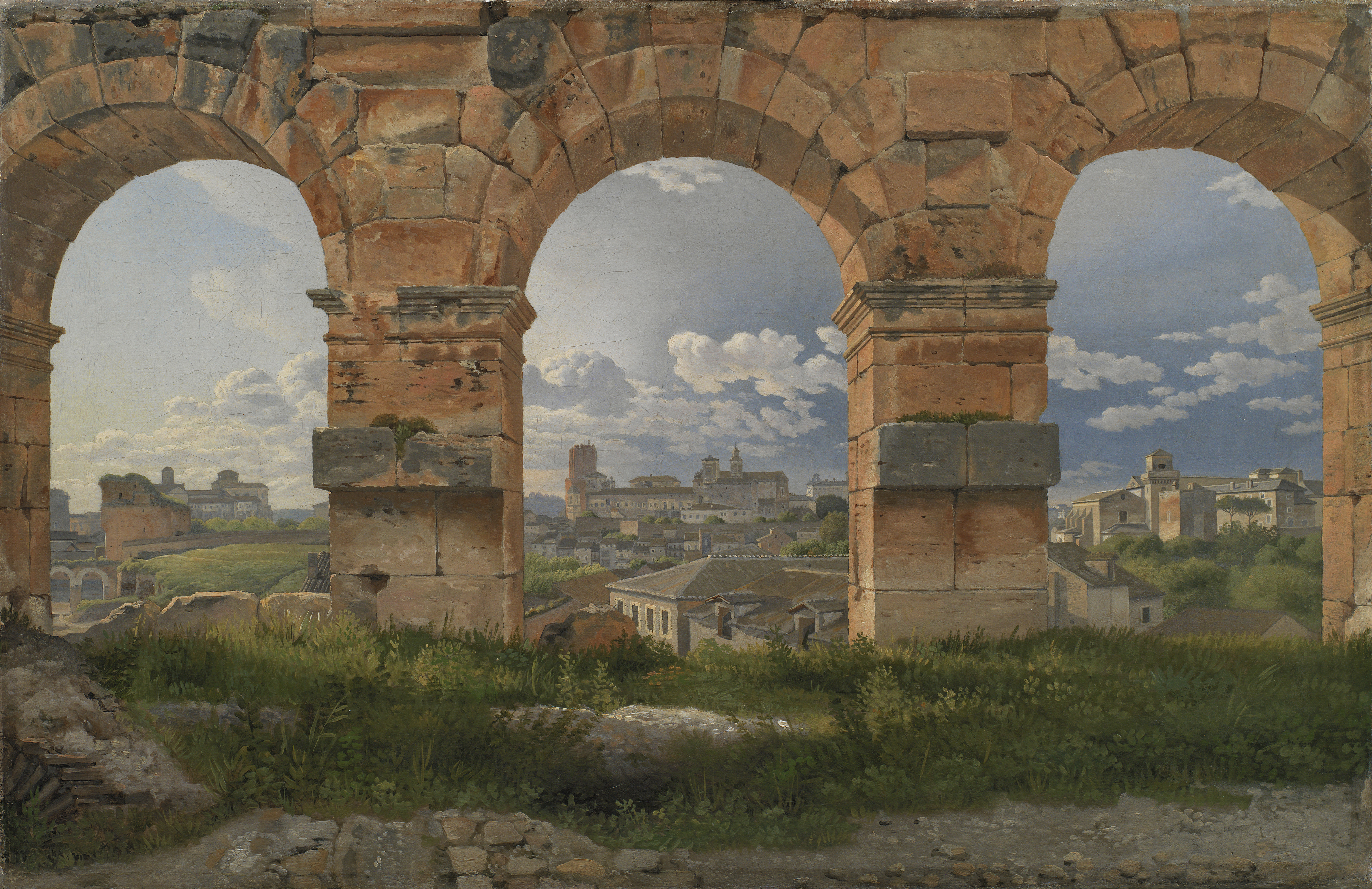
Utsikt genom tre bågar på Colosseums tredje våning (1815–1816), Statens Museum for Kunst.
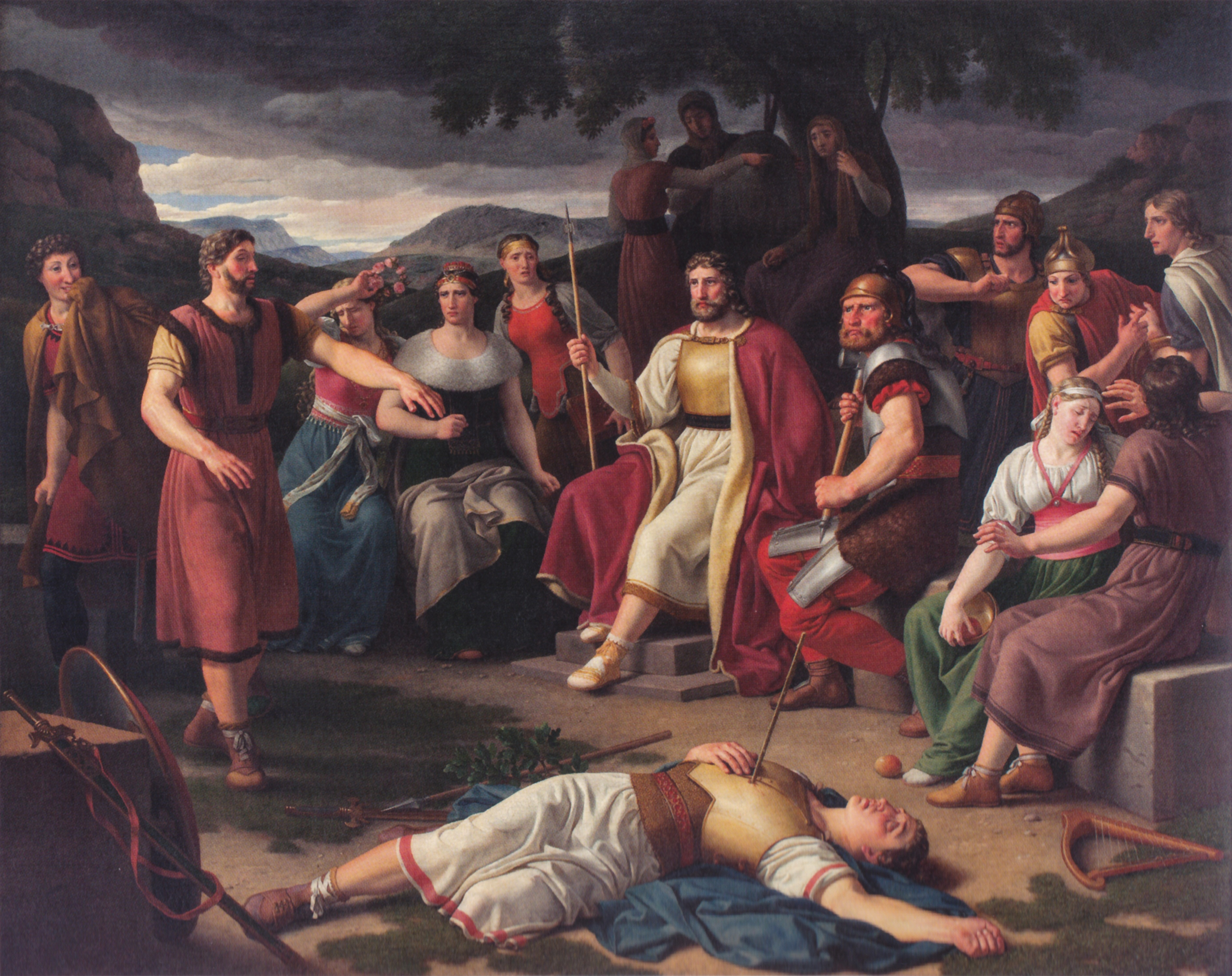
Asarna samlade runt Balders lik (1817).
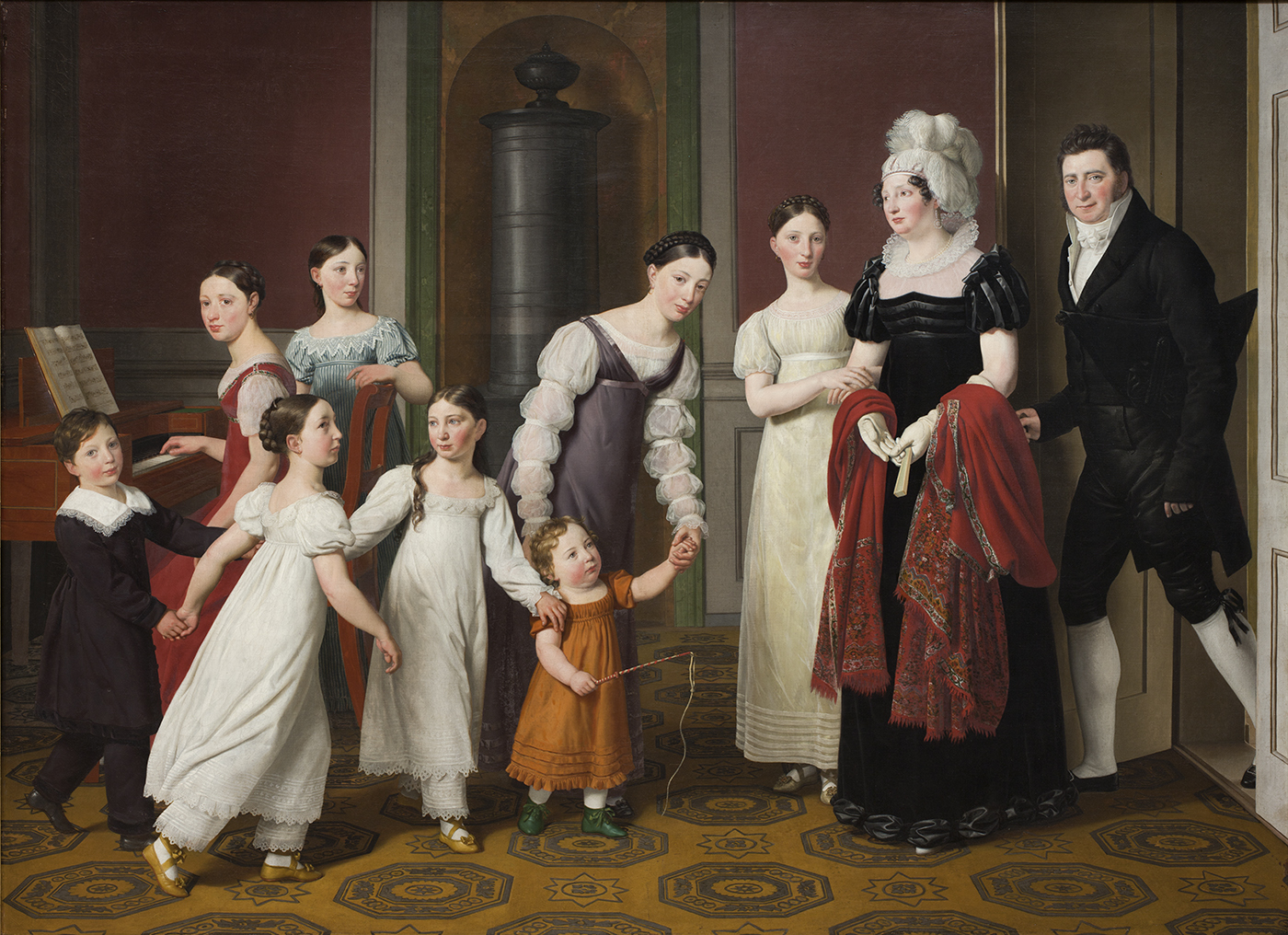
Familjen Nathanson (1818), Statens Museum for Kunst.
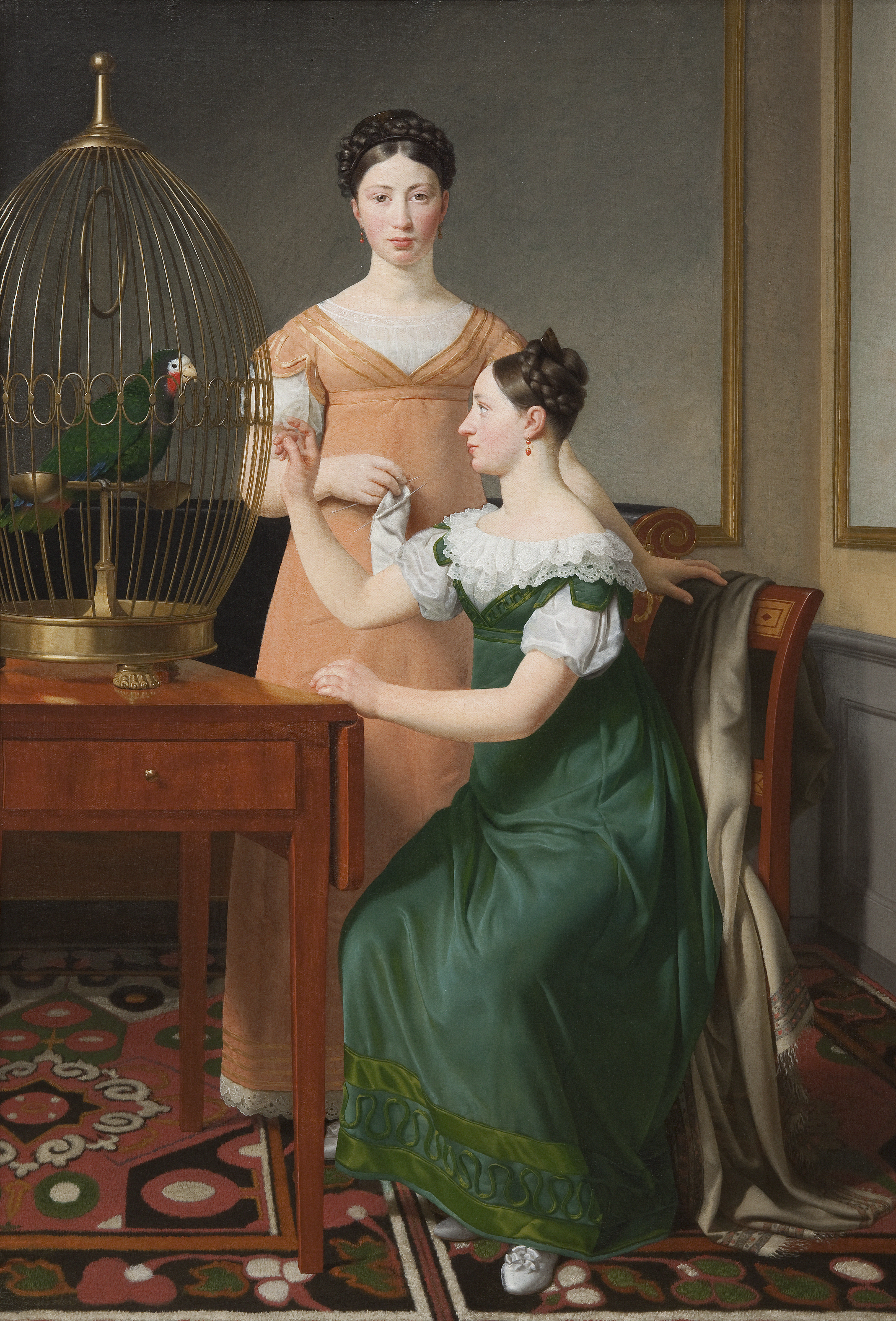
Mendel Levin Nathansons äldsta döttrar, Bella och Hanna (1820), Statens Museum for Kunst.
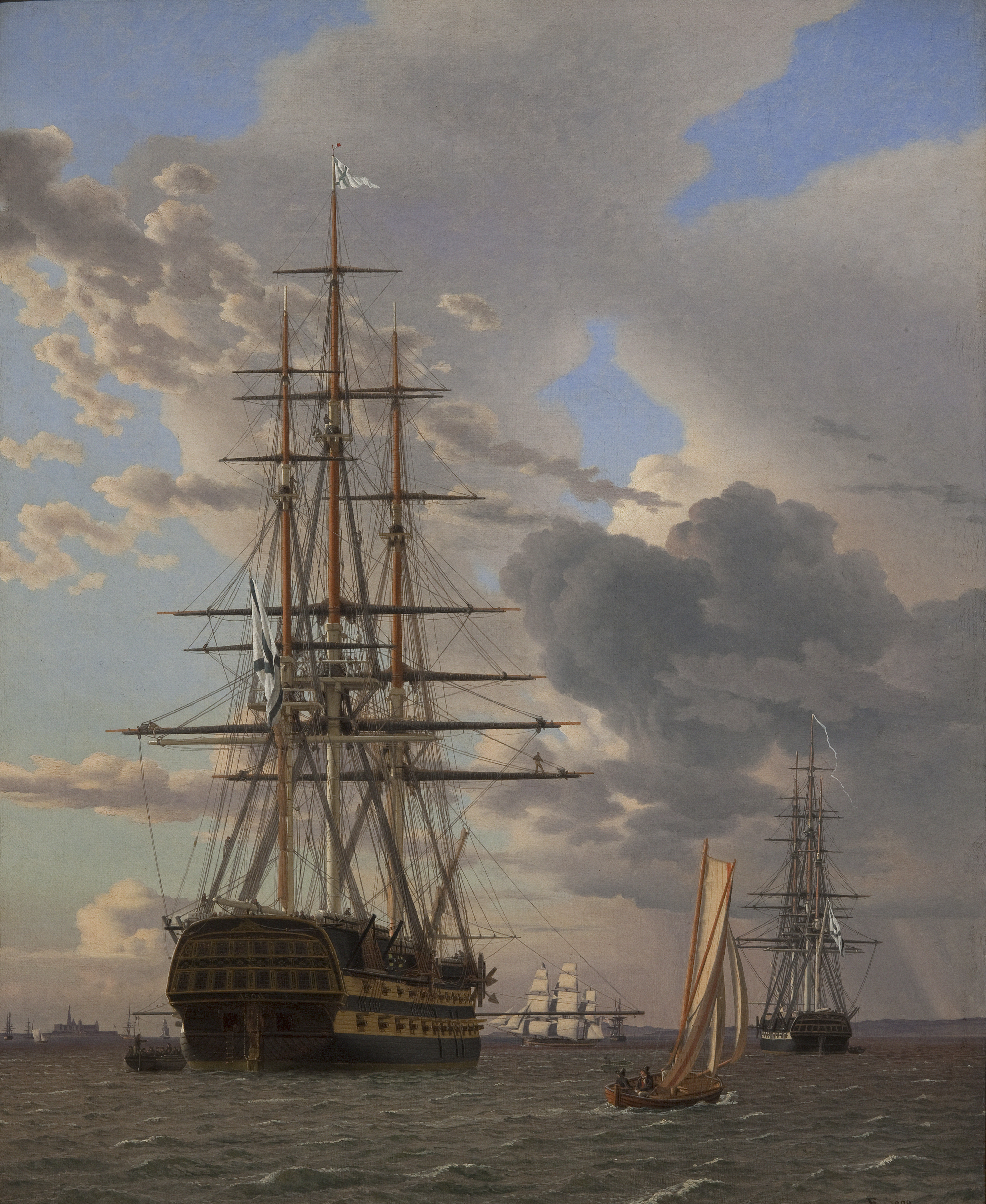
Ryska linjeskeppet Asow och en fregatt för ankar på Helsingörs redd (1828), Statens Museum for Kunst.
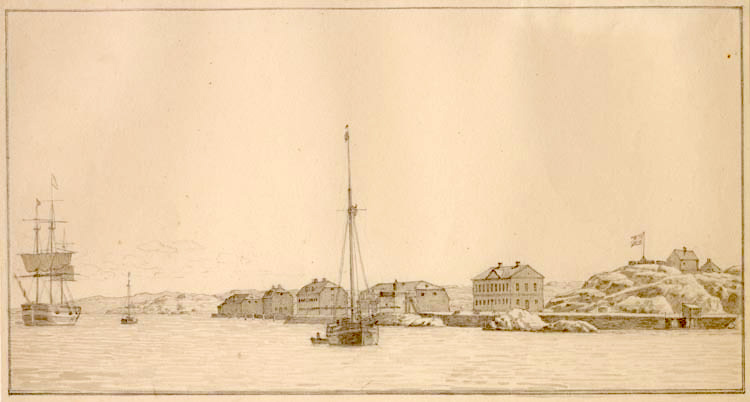
Känsö karantänsanläggning (Teckning 1832)
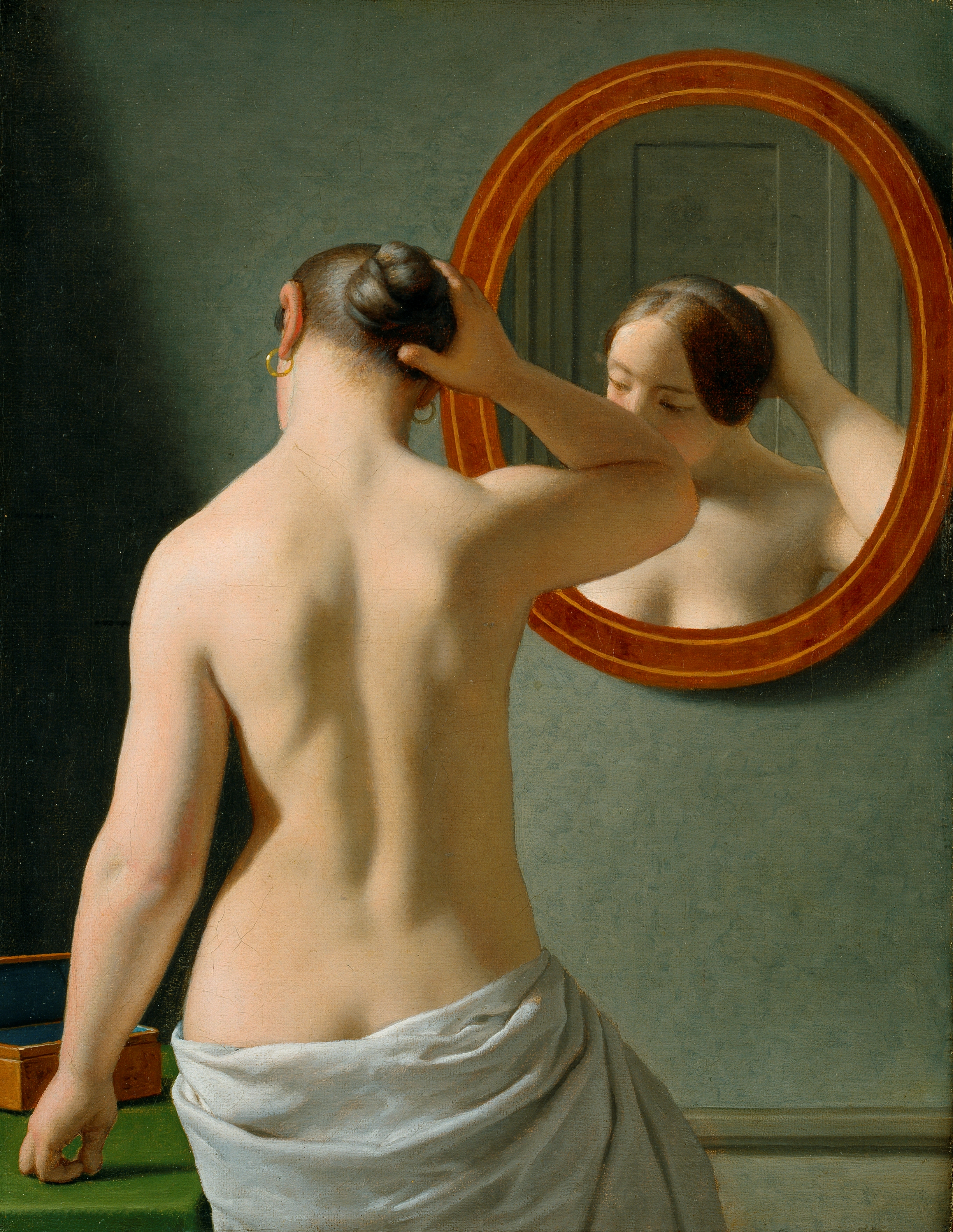
En naken kvinna ordnar sitt hår framför en spegel (1841), Den Hirschsprungske Samling.